# Mikko Kozarowitzky
Michael „Mikko” Kozarowitzky (ur. 17 maja 1948 w Helsinkach) – fiński kierowca wyścigowy.

## Życiorys
Michael od dzieciństwa miał kontakt ze sportami motorowymi. Jego ojciec, aż do poważnego wypadku w maju 1956 r., był kierowcą wyścigowym, a także założycielem fińskiego Klubu 500. Wielu kierowców należało lub należy do tej organizacji (m.in. Mika Häkkinen i Keke Rosberg).
Przed rozpoczęciem kariery kierowcy wyścigowego, w 1966 r. Mikko należał do reprezentacji kraju w Pucharze Davisa. Zaraz po swoim debiucie miał jednak poważny wypadek na motocyklu i przez sześć miesięcy był hospitalizowany ze złamaną nogą. Po powrocie na kort nie był w stanie odzyskać poprzedniej formy i nie wrócił już do drużyny.

### Pierwsze kroki w wyścigach
Debiut w wyścigach zanotował w 1968 r. w Formule Vee. Ponieważ jego matka była przeciwna jego występom, początkowo używał pseudonimu Matti Järvi. Trwało to jednak tylko sezon, gdyż nie był w stanie utrzymać tego dłużej w tajemnicy. Nieregularne starty nie sprzyjały ciągłości wyników, ale pomimo tego szybko zauważono jego talent.
W 1970 r. przeszedł do Formuły 3, gdzie brał udział zarówno w wyścigach w Skandynawii jak i w innych rejonach Europy. Startował w niemodnym i rzadkim Titanie Mk 3 wyposażonym w silnik marki Nova. Odnotował kilka bardzo dobrych rezultatów: trzecie miejsce w Brnie, czwarte na Österreichring i drugie na torze Keimola. Do jego rywali należeli m.in. Niki Lauda, James Hunt, David Purley, Torsten Palm i Andy Sutcliffe. W przyszłości każdy z nich z różnym skutkiem startował w Formule 1.

### Powrót do Formuły Super Vee
Formuła 3 okazała się jednak zbyt dużym krokiem dla Mikko w tak krótkim czasie. W 1971 r. zdecydował się więc na starty w Formule Super Vee. Uczestniczył w wybranych rundach European Gold Pokal (Złoty Puchar Europy), gdzie do jego przeciwników należeli m.in. Jochen Mass, Bertil Roos, Helmut Koinigg, a nawet Peter Sauber (późniejszy założyciel zespołu Sauber). Startując w samochodzie Veemax, który był szczególnie popularny wśród Finów, został sklasyfikowany jako szesnasty w niezaliczanym do mistrzostw wyścigu na torze Hockenheim. Później był siódmy w Gurnigel i ósmy na torze Zandvoort.
W ciągu 1971 i 1972 r. jego aktywność w wyścigach ograniczyła służba wojskowa w Finlandii. W 1972 wziął jednak udział w kilku rundach Formuły Super Vee. W "domowym" wyścigu na Keimoli, gdzie finiszował na piątym miejscu, zdobył jedyne punkty. W mistrzostwach wygranych przez Menfreda Schurtiego, został sklasyfikowany na czternastym miejscu.
W 1973 r. Mikko nie uczestniczył w żadnym wyścigu, powrócił jednak rok później w samochodzie Lola T320. Wziął udział w rundzie Złotego Puchar Formuły Super Vee na torze Keimola, której nie ukończył. W 1975 r. zdecydował się na krok w kierunku bardziej poważnej kariery. Pierwszy pełny sezon w Formule Super Vee w samochodzie Lola T324 zapewnił mu zespół ATS.
Dzięki bardziej poważnemu podejściu i pewniejszemu wsparciu finansowemu Mikko dowiódł swojej wartości już od pierwszego wyścigu. Na torze Nürburgring (w wariancie Betonschleife) finiszował na drugim miejscu za Keke Rosbergiem, ustanawiając jednocześnie rekord okrążenia. Na drugiej pozycji ukończył także wyścig w Aspern i niezaliczany do mistrzostw w Sembach. W Salzburgu natomiast odniósł pierwsze zwycięstwo. Potem ponownie ustanowił rekord okrążenia i ponownie finiszował drugi na Nürburgringu.
Kolejną wygraną odniósł po dyskwalifikacji Rosberga w Anderstorp. Później stanął na najniższym stopniu podium na torze Norisring, odniósł dwa kolejne zwycięstwa na torach Nürburgring i w Diepholz oraz dwa drugie miejsca podczas kolejnego wyścigu na Nürburgringu i Österreichring. Na Silverstone finiszował jako trzeci za Rosbergiem i Eje Elghiem. Odniósł kolejną wygraną na torze Zolder, a w ostatnim wyścigu sezonu na Hockenheim ponownie był drugi.
Punkty zdobywane podczas wyścigów liczyły się do różnych mistrzostw. 112 punktów w Złotym Pucharze wystarczyły mu na zdobycie mistrzostwa (wyprzedził Kenertha Perssona, Elgha i Rosberga). W mistrzostwach Castrol GTX był drugi za Rosbergiem, który zdobył 127 punktów w porównaniu do jego 102 punktów. Także w mistrzostwach Niemiec Keke okazał się lepszy o 9 punktów zdobywając ich 121. Mikko dowiódł jednak, że jest jednym z najlepszych młodych kierowców w Europie.
W 1975 Kozarowitzky po raz pierwszy w karierze, startując w jedenastej rundzie Amerykańskiej Formuły Super Vee, wziął udział w wyścigu poza Europą. Na torze w Daytona, w Loli T324 wystawionej przez Freda Operta, Mikko wywalczył czwartą pozycję. Dziesięć punktów zdobytych podczas tego wyścigu dało mu 32. pozycję w mistrzostwach Ameryki.

### Awans do Formuły 2
Günther Schmidt, szef zespołu ATS, będąc pod wrażeniem umiejętności Fina dał mu szansę na starty w Formule 2. Zespół wystawił Lolę T450 z silnikiem BMW. Pakiet okazał się jednak bardzo niekonkurencyjny już od samego początku sezonu. Kozarowitzky przyznał, że samochód miał poważną wadę konstrukcyjną - mógł pracować jedynie w niskich temperaturach, w wysokich tracił przyczepność. Podczas pierwszej rundy (Jim Clark Gedächtnisrennen) na torze Hockenheim Mikko zdołał jedynie wywalczyć czternaste miejsce w drugim biegu. Podobna sytuacja miała miejsce podczas kolejnego wyścigu w Truxton, gdzie Fin wycofał się z powodu problemów z przegrzewającym się silnikiem.
Sytuacja pogorszyła się jeszcze na torze Vallelunga, gdzie Mikko po raz pierwszy nie zakwalifikował się. Po rozczarowującym początku sezonu Kozarovitzky postanowił rozstać się ze Schmidtem i poszukać lepszego zespołu dla siebie. Wybór padł na Project Four Racing, zespół zarządzany przez Rona Dennisa, który stawiał wtedy pierwsze kroki jako właściciel zespołu. Brytyjczyk wystawił Fina w samochodzie March 752 z silnikiem Hart. W rzeczywistości rezultaty wcale nie były lepsze.
Próba zakwalifikowania do wyścigu w Rouen nie powiodła się - do sukcesu zabrakło aż trzech sekund. Po zakwalifikowaniu się do wyścigu na torze Mugello, zdołał wywalczyć jedynie siedemnastą pozycję. Podczas następnej rundy w Enna Mikko zdołał wywalczyć jedenaste miejsce w pierwszym biegu, ale z drugiego musiał się wycofać z powodu zerwania paska od pompy paliwa. Te porażki definitywnie przekreśliły szanse na udane zakończenie roku. W rezultacie Kozarowitzky opuścił trzy ostatnie rundy sezonu.

### Starty w Formule Pacyfik
Niezniechęcony porażką w Formule 2, Mikko na początku 1977 r. udał się do Nowej Zelandii aby startować w Formule Pacyfik, gdzie ponownie jeździł dla Operta. Ponownie spotkał się tutaj z Rosbergiem, który został tym razem jego zespołowym partnerem. W składających się z pięciu wyścigów mistrzostwach Mikko odzyskał swoją formę, nie obyło się jednak bez awarii samochodu Chevron B34 z silnikiem Forda.
Z powodu awarii silnika wycofał się z wyścigu w Bay Park i Grand Prix Nowej Zelandii w Pukekohe, gdzie zakwalifikował się na pole position. Podczas kolejnego wyścigu na torze Manfeild stracił czas na naprawie koła, które uszkodził po najeździe na krawężnik. Wyścig ukończył na ósmej pozycji, jedno okrążenie za triumfującym Rosbergiem, który wygrał także wcześniejszy wyścig w Pukekohe.
Pierwszy dobry rezultat osiągnął na torze Teretonga, gdzie finiszował na drugim miejscu za Rosbergiem. Finowie zakwalifikowali się odpowiednio na pierwszym i czwartym miejscu. Jeden dobry wynik nie był jednak wystarczający aby umożliwić mu walkę o mistrzostwo. Ostatni wyścig - Lady Wigram Trophy - Mikko ukończył na trzecim miejscu. W klasyfikacji końcowej zdołał jedynie wywalczyć czwartą pozycję na równi z Johnem Nicholsonem z dorobkiem czterech punktów. Mistrzem serii został Rosberg z dorobkiem 33 punktów, za nim uplasowali się Tom Gloy (25 punktów) i Bruce Allison (14 punktów).

### Awans do Formuły 1
Pod względem rezultatów sezon 1976 i początek 1977 nie były dla Mikko zbyt udane. Katastrofalny sezon w Formule 2 nie czynił z niego atrakcyjnej opcji dla szefów zespołów Formuły 1. Pojawił się jednak inna szansa dostanie się do najważniejszej wyścigowej klasy. Firma Marlboro chciała wprowadzić Fina do Formuły 1 w 1977 r. Keke Rosberg był już wtedy związany kontraktem na starty w Formule 2 i zdecydowano się właśnie na Kozarowitzkiego.
Prowadzono rozmowy z zespołem Ensign, który początkowo w sezonie 1977 wystawiał jeden samochód dla Claya Regazzoniego, ale w połowie sezonu zdecydowano się na wystawianie jeszcze jednego. Ensign był priorytetem Marlboro, a Mikko pomimo nie zaliczania się do ścisłej czołówki był faworytem na to miejsce.
Ostatecznie francuski oddział Marlboro ubiegł Finów i szansę na starty samochodem Ensign w barwach Theodore Racing dostał Patrick Tambay. Nie udały się także rozmowy z zespołem Williams, który zdecydował się na Patricka Nève'a. Belg miał wsparcie ze strony browaru Bellevue i to umożliwiło mu starty w Marchu 761.
Ostatecznie Kozarowitzky trafił do RAM Racing. Zespół Johna Macdonalda zapowiadał początkowo, że będzie używał nowych Marchów w 1977 r. W rzeczywistości zespół posiadał dwa wraki modelu 761. Jeden z nich (nadwozie o numerze 3) rok wcześniej został czterokrotnie rozbity przez Ronniego Petersona. Drugie nadwozie (o numerze 8) było samochodem rezerwowym Vittorio Brambilli, który także go nie oszczędzał.
Ponieważ zespół wystawiał kierowców, którzy byli w stanie zapłacić jak najwięcej, początkowo za sterami samochodu zasiadł Boy Hayje. Holender nie zdołał kilkukrotnie przejść kwalifikacji. Ostatecznie firma F&S Properties, która wspierała jego karierę, wymusiła na zespole opuszczenie kilku wyścigów w celu modernizacji samochodu. W tym samym czasie MacDonald rozpaczliwie potrzebował dodatkowych funduszy, decydując się ostatecznie na pieniądze Marlboro.
Z powodu braku środków i słabej organizacji MacDonald nie dał Kozarowitzkiem szansy na testy przed Grand Prix Szwecji, Fin po raz pierwszy zobaczył samochód dopiero na torze Anderstorp przed piątkowymi treningami. Nikt nie zdziwił się, że nie zdołał się zakwalifikować do wyścigu (zajął 31. miejsce). Jego najlepszy czas (1:31,079) był o 5,675 sekundy słabszy niż najlepszy czas Mario Andrettiego i o 2,675 sekundy gorszy od czasu Ruperta Keegana - ostatniego kierowcy, który zdołał się zakwalifikować. Do wyścigu nie zakwalifikował się także Hayje.
Szefostwo zespołu szybko zdało sobie sprawę z tego, że muszą dać Finowi szansę na zapoznanie się z samochodem. Przed Grand Prix Wielkiej Brytanii zespół wziął udział w testach na torze Silverstone. Howden Ganley, były kierowca Formuły 1, który wcześniej poprawiał Marche zespołu, pracował wtedy dla nich jako inżynier. Twierdził, że potrafi zmniejszyć czas okrążenia o całe dwie sekundy. Podczas testów zespół uzyskiwał rezultaty podobne do Gilles'a Villeneuve'a w McLarenie. Nadzieje przed nadchodzącym wyścigiem były wielkie.
Kozarowitzky był pewny, że tym razem uda mu się zakwalifikować do wyścigu. Podczas pierwszej sesji nad torem pojawiły się chmury i z obawy przed deszczem MacDonald kazał mu uzyskać jak najlepszy czas już na pierwszym okrążeniu pomiarowym.
Gdy Fin na drugim pomiarowym okrążeniu dotarł do szykany Woodcote, która w tamtych czasach była bardzo szybka, dogonił Ruperta Keegana, będącego na swoim rozgrzewkowym okrążeniu. Brytyjczyk nie zauważył nadjeżdżającego Marcha i pozostał na optymalnej linii jazdy. Kozarowitzky stracił kontrolę nad samochodem przy bardzo dużej prędkości i rozbił się o barierki. Stracił tym samym szanse na zakwalifikowanie się i w dodatku złamał rękę.
Czas 1:25,16, który ustanowił wcześnie, nie pozwalał mu na przejście pre-kwalifikacji. Podobnie było w przypadku jego jednorazowego partnera - Michaela Bleekemolena. MacDonald był zdesperowany aby Mikko zakwalifikował się pomimo tego do wyścigu. Kazał mu użyć zapasowego samochodu, a do usztywnienia ręki miał użyć taśmy klejącej. Mikko, który w tym momencie miał dosyć bałaganu panującego w zespole po prostu odszedł, nawet pomimo tego, że stracił szansę na stary w pozostałych wyścigach w Europie.
Wypadek Kozarowitzkiego, przyćmiony późniejszym wypadkiem David Purleya, w którym Brytyjczyk omal nie stracił życia, oznaczał koniec kariery Fina w Formule 1.

### Próba powrotu do Formuły 1
Po nieudanej współpracy z RAM Mikko nie porzucił całkowicie nadziei na ściganie się w Formule 1. Nawiązał kontakt z Ganleyem, z którym współpracował podczas startów w Nowej Zelandii. Zaproponował mu połączenie sił. Ganley od pewnego czasu współpracował z innym byłym kierowcą F1 - Timem Schenkenem, z którym zainicjował projekt Tiga Race Cars. Poważnie planowali starty w sezonie 1978.
Ostatecznie projekt związany z Formułą 1 legł w gruzach z powodu budżetu, do jego skompletowania zabrakło jedynie 5% środków - Ganley i Schenken zgromadzili 80%, a Marlboro miało sfinansować kolejne 15%. Pomimo tego, że Ganley nadal poważnie myślał o ukończeniu samochodu, zrezygnowany Kozarowitzky postanowił rozstać się z wyścigami. Od tego czasu nigdy nie zasiadł za kierownicą samochodu wyścigowego.
Mikko mieszka obecnie w Sittard w Holandii. Oprócz prowadzenia własnego interesu grywa w golfa i uczęszcza na wybrane Grand Prix. Pomógł także swojemu synowi Nikolaiowi w rozwoju kariery kierowcy wyścigowego. Młody Kozarowitzky rozpoczął starty w kartingu w połowie lat 90., a w 1996 r. został Mistrzem Europy Międzykontynentalnej Klasy A. Później startował w Formule Ford 2000 w 1997 r., a w latach 1999 i 2000 w europejskich wyścigach Formuły Renault. W roku 2001 startował w Niemieckiej Formule Volkswagen w zespole Matson Motorsport, który został założony i jest prowadzony przez jego ojca.

## Starty w Formule 1
| Legenda oznaczeń w tabelach wyników Wyświetl szablon na nowej stronie | Legenda oznaczeń w tabelach wyników Wyświetl szablon na nowej stronie                                                                     |
| Oznaczenie                                                            | Wyjaśnienie |
| --------------------------------------------------------------------- | --- |
| Złoty                                                                 | Zwycięzca lub mistrzostwo |
| Srebrny                                                               | 2. miejsce lub wicemistrzostwo |
| Brązowy                                                               | 3. miejsce lub II wicemistrzostwo |
| Zielony                                                               | Ukończył, punktował (w klasyfikacji generalnej, gdy zdobył co najmniej jeden punkt na przestrzeni sezonu, poza trzema powyższymi opcjami) |
| Niebieski                                                             | Ukończył, nie punktował (w klasyfikacji generalnej, gdy nie zdobył co najmniej jednego punktu na przestrzeni sezonu)                      |
| Czerwony                                                              | Nie zakwalifikował się (NZ) |
| Czerwony                                                              | Nie prekwalifikował się (NPK) |
| Różowy                                                                | Nie ukończył (NU) |
| Różowy                                                                | Niesklasyfikowany (NS) (w klasyfikacji generalnej, gdy nie został sklasyfikowany w żadnym wyścigu sezonu)                                 |
| Czarny                                                                | Zdyskwalifikowany (DK) |
| Czarny                                                                | Wykluczony (WYK/EX) |
| Biały                                                                 | Nie wystartował (NW) |
| Biały                                                                 | Kontuzjowany (K/INJ) |
| Biały                                                                 | Wyścig odwołany (OD/C) |
| Bez koloru                                                            | Został wycofany (WYC/WD) |
| Bez koloru                                                            | Nie przybył (NP/DNA) |
| Bez koloru                                                            | Nie brał udziału w treningach (NT/DNP) |
| Bez koloru                                                            | Nie został zgłoszony (–) |
| Pogrubienie                                                           | Start z pole position |
| Kursywa                                                               | Najszybsze okrążenie wyścigu |
| †                                                                     | Nie ukończył, ale jego rezultat został zaliczony ze względu na przejechanie więcej niż 90% dystansu wyścigu.                              |
| *                                                                     | Sezon w trakcie |
| 1/2/3                                                                 | Punktowana pozycja w sprincie kwalifikacyjnym                                                                                             |
| Lista systemów punktacji Formuły 1                                    | |

| Sezon | Zgł. | Starty | PKT | P. | P1 | P2 | P3 | Punkt. | PP | NO | NS | DK | Zespoły    |
| ----- | ---- | ------ | --- | -- | -- | -- | -- | ------ | -- | -- | -- | -- | ---------- |
| 1977  | 2    | -      | -   | -  | -  | -  | -  | -      | -  | -  | -  | -  | RAM Racing |

| Sezony | Zgł. | Starty | PKT | Najwyższa pozycja (mistrzostwa) | P1 | P2 | P3 | Punkt. | PP | NO | NS | DK | Zespoły |
| ------ | ---- | ------ | --- | ------------------------------- | -- | -- | -- | ------ | -- | -- | -- | -- | ------- |
| 1      | 2    | -      | -   | -                               | -  | -  | -  | -      | -  | -  | -  | -  | 1       |

### Tablica wyników
| Legenda oznaczeń w tabelach wyników Wyświetl szablon na nowej stronie | Legenda oznaczeń w tabelach wyników Wyświetl szablon na nowej stronie                                                                     |
| Oznaczenie                                                            | Wyjaśnienie |
| --------------------------------------------------------------------- | --- |
| Złoty                                                                 | Zwycięzca lub mistrzostwo |
| Srebrny                                                               | 2. miejsce lub wicemistrzostwo |
| Brązowy                                                               | 3. miejsce lub II wicemistrzostwo |
| Zielony                                                               | Ukończył, punktował (w klasyfikacji generalnej, gdy zdobył co najmniej jeden punkt na przestrzeni sezonu, poza trzema powyższymi opcjami) |
| Niebieski                                                             | Ukończył, nie punktował (w klasyfikacji generalnej, gdy nie zdobył co najmniej jednego punktu na przestrzeni sezonu)                      |
| Czerwony                                                              | Nie zakwalifikował się (NZ) |
| Czerwony                                                              | Nie prekwalifikował się (NPK) |
| Różowy                                                                | Nie ukończył (NU) |
| Różowy                                                                | Niesklasyfikowany (NS) (w klasyfikacji generalnej, gdy nie został sklasyfikowany w żadnym wyścigu sezonu)                                 |
| Czarny                                                                | Zdyskwalifikowany (DK) |
| Czarny                                                                | Wykluczony (WYK/EX) |
| Biały                                                                 | Nie wystartował (NW) |
| Biały                                                                 | Kontuzjowany (K/INJ) |
| Biały                                                                 | Wyścig odwołany (OD/C) |
| Bez koloru                                                            | Został wycofany (WYC/WD) |
| Bez koloru                                                            | Nie przybył (NP/DNA) |
| Bez koloru                                                            | Nie brał udziału w treningach (NT/DNP) |
| Bez koloru                                                            | Nie został zgłoszony (–) |
| Pogrubienie                                                           | Start z pole position |
| Kursywa                                                               | Najszybsze okrążenie wyścigu |
| †                                                                     | Nie ukończył, ale jego rezultat został zaliczony ze względu na przejechanie więcej niż 90% dystansu wyścigu.                              |
| *                                                                     | Sezon w trakcie |
| 1/2/3                                                                 | Punktowana pozycja w sprincie kwalifikacyjnym                                                                                             |
| Lista systemów punktacji Formuły 1                                    | |

| Sezon | Zespół                    | Samochód                  | Pozycje startowe / w wyścigach | Pozycje startowe / w wyścigach | Pozycje startowe / w wyścigach | Pozycje startowe / w wyścigach | Pozycje startowe / w wyścigach | Pozycje startowe / w wyścigach | Pozycje startowe / w wyścigach | Pozycje startowe / w wyścigach | Pozycje startowe / w wyścigach | Pozycje startowe / w wyścigach | Pozycje startowe / w wyścigach | Pozycje startowe / w wyścigach | Pozycje startowe / w wyścigach | Pozycje startowe / w wyścigach | Pozycje startowe / w wyścigach | Pozycje startowe / w wyścigach | Pozycje startowe / w wyścigach | Pozycje startowe / w wyścigach | Pozycje startowe / w wyścigach | Pozycje startowe / w wyścigach | Pozycje startowe / w wyścigach |
| Sezon | Zespół                    | Silnik                    | 1                              | 2                              | 3                              | 4                              | 5                              | 6                              | 7                              | 8                              | 9                              | 10                             | 11                             | 12                             | 13                             | 14                             | 15                             | 16                             | 17                             | 18                             | 19                             | 20                             | 21                             |
| 1977  |                           |                           | Argentyna                      | Brazylia                       | Związek Południowej Afryki     | Stany Zjednoczone              | Hiszpania                      | Monako                         | Belgia                         | Szwecja                        | Francja                        | Wielka Brytania                | Niemcy                         | Austria                        | Holandia                       | Włochy                         | Stany Zjednoczone              | Kanada                         | Japonia                        |                                |                                |                                |                                |
| ----- | ------------------------- | ------------------------- | ------------------------------ | ------------------------------ | ------------------------------ | ------------------------------ | ------------------------------ | ------------------------------ | ------------------------------ | ------------------------------ | ------------------------------ | ------------------------------ | ------------------------------ | ------------------------------ | ------------------------------ | ------------------------------ | ------------------------------ | ------------------------------ | ------------------------------ | ------------------------------ | ------------------------------ | ------------------------------ | ------------------------------ |
| 1977  | RAM Racing/F&S Properties | March 761                 | -                              | -                              | -                              | -                              | -                              | -                              | -                              | 31                             | -                              | 36                             | -                              | -                              | -                              | -                              | -                              | -                              | -                              |                                |                                |                                |                                |
| 1977  | RAM Racing/F&S Properties | Ford Cosworth DFV 3,0l V8 | -                              | -                              | -                              | -                              | -                              | -                              | -                              | NS                             | -                              | NPK                            | -                              | -                              | -                              | -                              | -                              | -                              | -                              |                                |                                |                                |                                |